# Miscon
Miscon est une commune française située dans le Haut Diois, le département de la Drôme en région Auvergne-Rhône-Alpes.

## Géographie

### Localisation
Miscon est située à 9 km de Luc-en-Diois (chef-lieu de canton) et à 27 km au sud-est de Die.

### Géologie et relief
- Le point culminant de la commune est la montagne de la Grésière (1 493 m) qui offre un panorama sur tout le Haut-Diois et sur la montagne de Glandasse[réf. nécessaire].
- Le col de Miscon est à 1 023 m d'altitude[1].

### Hydrographie
Le territoire de la commune correspond au bassin versant du ruisseau le Rif de Miscon (affluent de la Drôme), en amont du torrent de Brette qui fait la limite avec la commune de Luc-en-Diois[réf. nécessaire].

### Climat
Pour des articles plus généraux, voir Climat d'Auvergne-Rhône-Alpes et Climat de la Drôme.
En 2010, le climat de la commune est de type climat des marges montargnardes, selon une étude du CNRS s'appuyant sur une série de données couvrant la période 1971-2000. En 2020, Météo-France publie une typologie des climats de la France métropolitaine dans laquelle la commune est exposée à un climat de montagne ou de marges de montagne et est dans la région climatique  Alpes du sud, caractérisée par une pluviométrie annuelle de 850 à 1 000 mm, minimale en été. 
Pour la période 1971-2000, la température annuelle moyenne est de 9,8 °C, avec une amplitude thermique annuelle de 17 °C. Le cumul annuel moyen de précipitations est de 981 mm, avec 8,3 jours de précipitations en janvier et 5,5 jours en juillet. Pour la période 1991-2020, la température moyenne annuelle observée sur la station météorologique de Météo-France la plus proche, « Glandage_sapc »sur la commune de Glandage à 9 km à vol d'oiseau, est de 9,8 °C et le cumul annuel moyen de précipitations est de 1 126,2 mm,. Pour l'avenir, les paramètres climatiques de la commune estimés pour 2050 selon différents scénarios d'émission de gaz à effet de serre sont consultables sur un site dédié publié par Météo-France en novembre 2022.

### Voies de communication et transports
L'accès au village se fait depuis la D 96 Valence-Gap par la D 174. Au-delà, une route goudronnée communale permet d'atteindre le col de Miscon (1 021 m), puis la commune voisine de Boulc.

## Urbanisme

### Typologie
Au 1er janvier 2024, Miscon est catégorisée commune rurale à habitat dispersé, selon la nouvelle grille communale de densité à 7 niveaux définie par l'Insee en 2022.
Elle est située hors unité urbaine et hors attraction des villes,.

### Occupation des sols
L'occupation des sols de la commune, telle qu'elle ressort de la base de données européenne d’occupation biophysique des sols Corine Land Cover (CLC), est marquée par l'importance des forêts et milieux semi-naturels (83,8 % en 2018), une proportion sensiblement équivalente à celle de 1990 (84,1 %). La répartition détaillée en 2018 est la suivante : 
forêts (77,1 %), zones agricoles hétérogènes (16,1 %), milieux à végétation arbustive et/ou herbacée (6,7 %), prairies (0,1 %). L'évolution de l’occupation des sols de la commune et de ses infrastructures peut être observée sur les différentes représentations cartographiques du territoire : la carte de Cassini (XVIIIe siècle), la carte d'état-major (1820-1866) et les cartes ou photos aériennes de l'IGN pour la période actuelle (1950 à aujourd'hui).

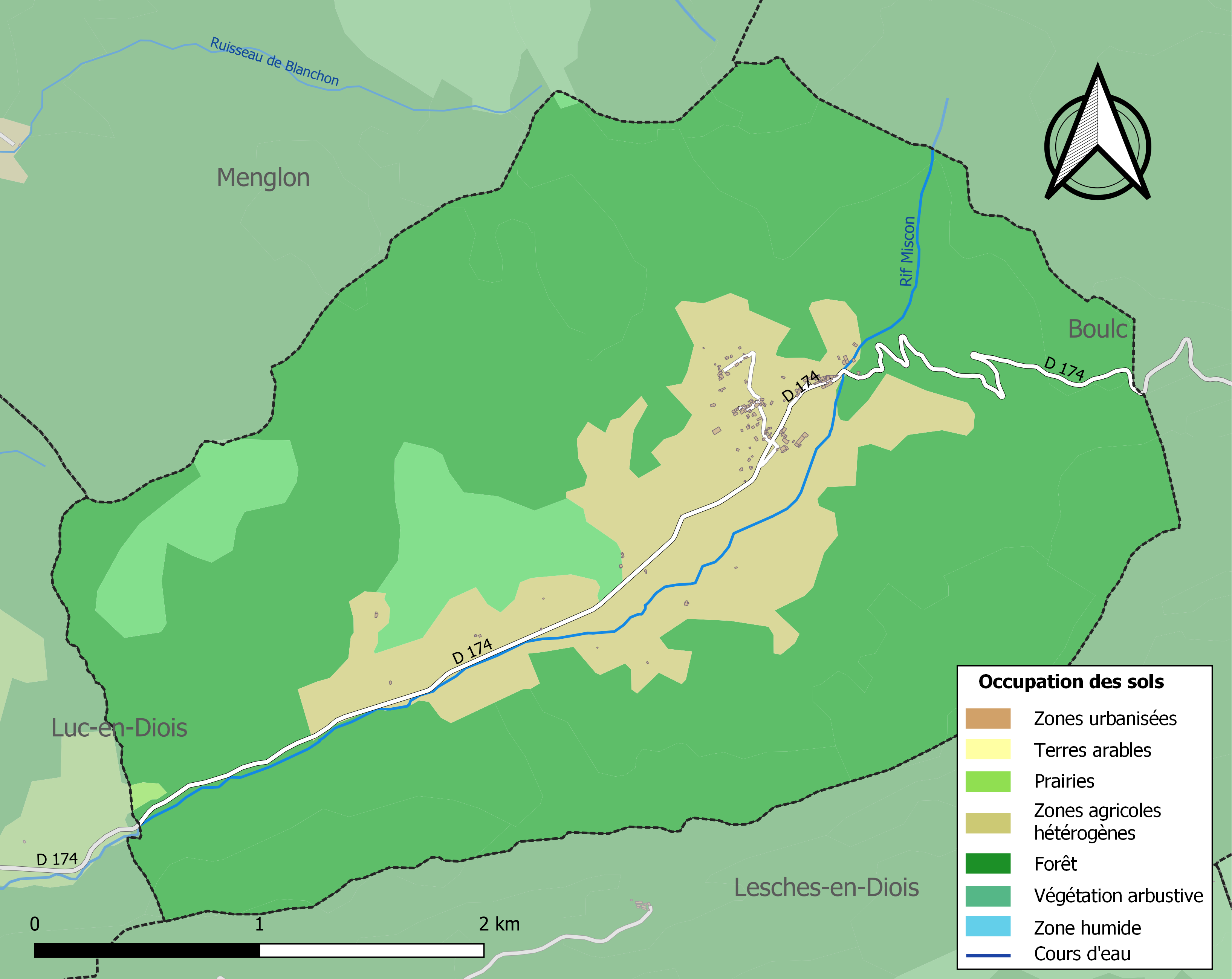
Carte des infrastructures et de l'occupation des sols de la commune en 2018 (CLC).

## Toponymie
En provençal, le nom du village se dit Miscou ou Miscoun (graphie occitane normalisée : Miscon)[réf. nécessaire].

### Attestations
Dictionnaire topographique du département de la Drôme :
- 1201 : Misco (cartulaire de Durbon) ;
- XIVe siècle : mention de la paroisse : Capella de Miscone (pouillé de Die) ;
- 1509 : mention de l'église Saint-Laurent : Ecclesia parrochialis Sancti Laurencii de Miscone (visites épiscopales) ;
- 1891 : Miscon, commune du canton de Luc-en-Diois.

## Histoire
Pour un article plus général, voir Histoire de la Drôme.

### Du Moyen Âge à la Révolution
La seigneurie :
- Au point de vue féodal, Miscon était une terre de la baronnie de Luc et du fief de l'évêque de Die.
- XVe siècle : vraisemblablement démembrée de la seigneurie de Luc.
- 1540 : elle appartient aux Lhère de Glandage.
- 1650 : elle appartient aux Guilhomont.
- 1692 : vendue aux Bruyère.
- 1759 : passe aux Corréard du Puy-la-Marne. Ils possèdent encore cette terre en 1770.
- 1786 : elle appartient aux Eymieu-Pellegrin-du-Combeau.

Les Glandage ont été désavoués par le roi Henri IV à cause de leur complaisance envers les protestants.
Avant 1790, Miscon était une communauté de l'élection de Montélimar, subdélégation de Crest et du bailliage de Die, formant une paroisse du diocèse de Die, dont l'église était sous le vocable de Saint-Laurent et dont les dîmes appartenaient au prieur de Luc-en-Diois.

### De la Révolution à nos jours
En 1790, la commune fait partie du canton de Luc-en-Diois.

## Politique et administration

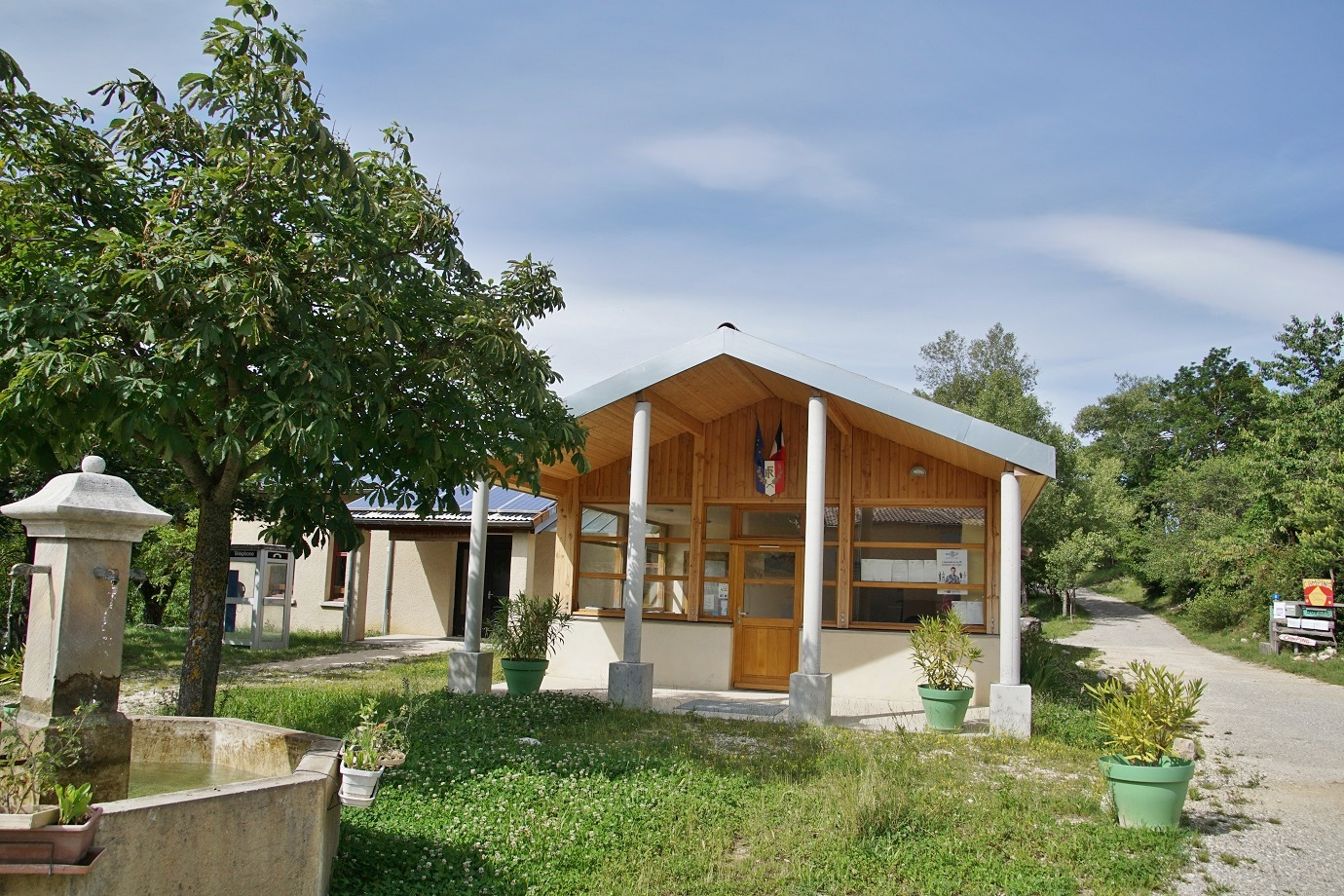
Mairie.

### Liste des maires
| Période                                  | Période   | Identité          | Étiquette | Qualité      |
| ---------------------------------------- | --------- | ----------------- | --------- | ------------ |
| Les données manquantes sont à compléter. |           |                   |           |              |
| octobre 1968                             | mars 2014 | Jean-Claude Oddon |           |              |
| mars 2014                                | En cours  | Aline Guilhot     | SE        | Agricultrice |

### Rattachements administratifs et électoraux
Miscon fait partie du canton de Luc-en-Diois et de la communauté de communes du Diois, cette dernière regroupant 52 communes.

## Population et société

### Démographie
L'évolution du nombre d'habitants est connue à travers les recensements de la population effectués dans la commune depuis 1793. Pour les communes de moins de 10 000 habitants, une enquête de recensement portant sur toute la population est réalisée tous les cinq ans, les populations de référence des années intermédiaires étant quant à elles estimées par interpolation ou extrapolation. Pour la commune, le premier recensement exhaustif entrant dans le cadre du nouveau dispositif a été réalisé en 2006.

En 2022, la commune comptait 72 habitants, en évolution de +28,57 % par rapport à 2016 (Drôme : +2,64 %, France hors Mayotte : +2,11 %).
| 1793 | 1800 | 1806 | 1821 | 1831 | 1836 | 1841 | 1846 | 1851 |
| ---- | ---- | ---- | ---- | ---- | ---- | ---- | ---- | ---- |
| 178  | 167  | 215  | 192  | 202  | 193  | 189  | 193  | 222  |

| 1856 | 1861 | 1866 | 1872 | 1876 | 1881 | 1886 | 1891 | 1896 |
| ---- | ---- | ---- | ---- | ---- | ---- | ---- | ---- | ---- |
| 206  | 199  | 185  | 177  | 171  | 182  | 165  | 151  | 132  |

| 1901 | 1906 | 1911 | 1921 | 1926 | 1931 | 1936 | 1946 | 1954 |
| ---- | ---- | ---- | ---- | ---- | ---- | ---- | ---- | ---- |
| 125  | 116  | 126  | 98   | 107  | 104  | 88   | 68   | 56   |

| 1962 | 1968 | 1975 | 1982 | 1990 | 1999 | 2006 | 2011 | 2016 |
| ---- | ---- | ---- | ---- | ---- | ---- | ---- | ---- | ---- |
| 50   | 36   | 30   | 28   | 38   | 47   | 48   | 62   | 56   |

| 2021 | 2022 | - | - | - | - | - | - | - |
| ---- | ---- | - | - | - | - | - | - | - |
| 66   | 72   | - | - | - | - | - | - | - |

### Enseignement
La commune est rattachée à l'académie de Grenoble.

### Manifestations culturelles et festivités
Fête : deuxième dimanche de mai.

## Économie
En 1992 : lavande, noyer, ovins, caprins.
Produits locaux :
- AOC Fromage le picodon ;
- AOC Huile essentielle de lavande de Haute-Provence ;
- IGP Agneau de Sisteron ;
- IGP Petit épeautre de Haute-Provence[19].

Les quatre exploitations agricoles ayant leur siège sur la commune sont certifiées en Agriculture Biologique.
- La ferme des Lamberts[20] ;
- La ferme Guilhot[21] ;
- La fromagerie du GAEC des Thibauds[22].

### Tourisme
- Camping municipal les Thibauds (avant 2008)[réf. nécessaire].
- Gîte (de groupe) de la Cabane d'Ambel[23].
- Gîte la Campanella et de l'atelier musical l'Atelier du Château (événements, stages, concerts, etc.)[24].

## Culture locale et patrimoine

### Lieux et monuments
- Château La Cour : ferme forte[1].

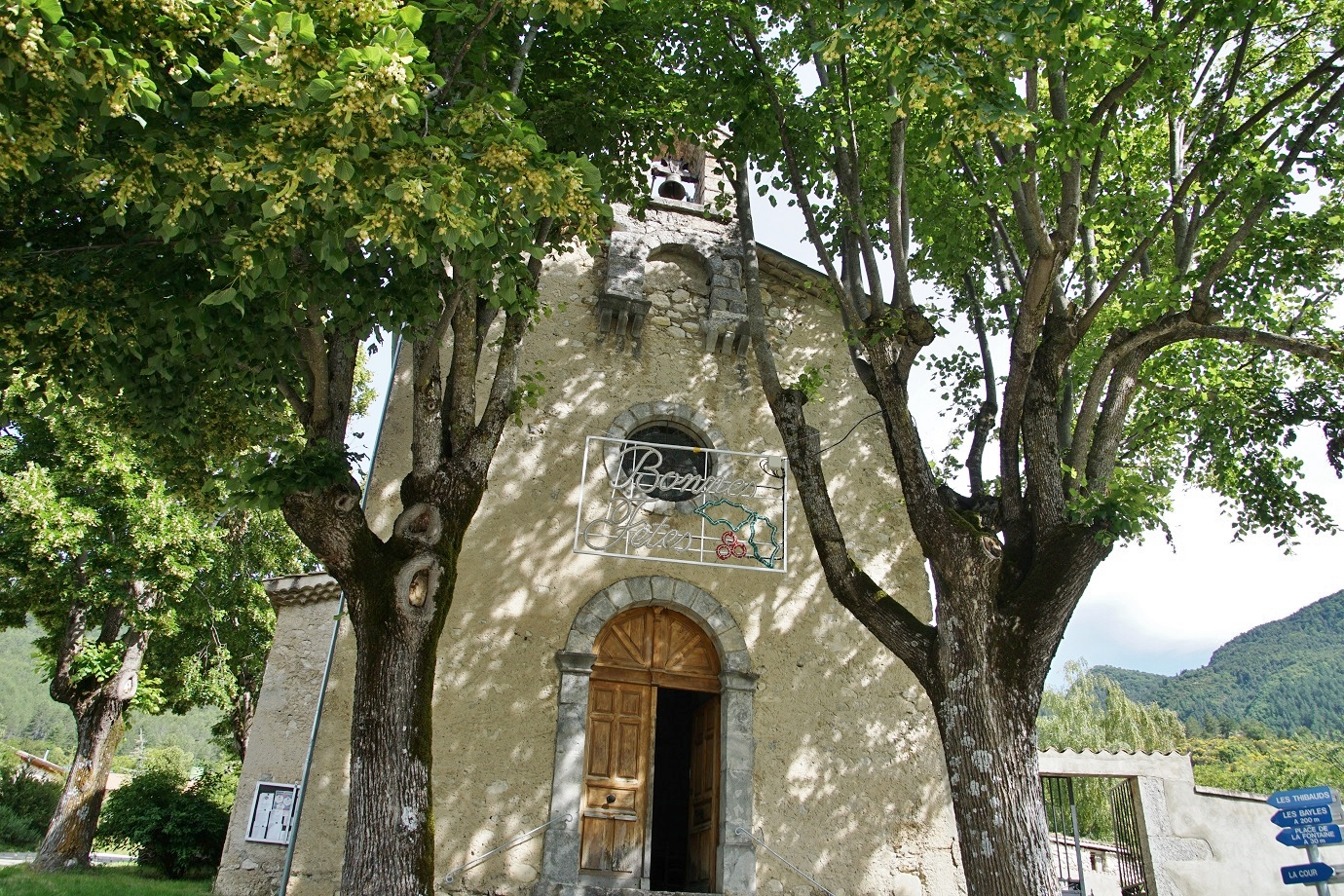
Église Saint-Laurent.

- Église Saint-Laurent de Miscon : style roman, toile du XVIIe siècle[1].

### Héraldique, logotype et devise
|  | Miscon possède des armoiries dont l'origine et le blasonnement exact ne sont pas disponibles. |